# 神殿を浄めるキリスト (ミネアポリス)

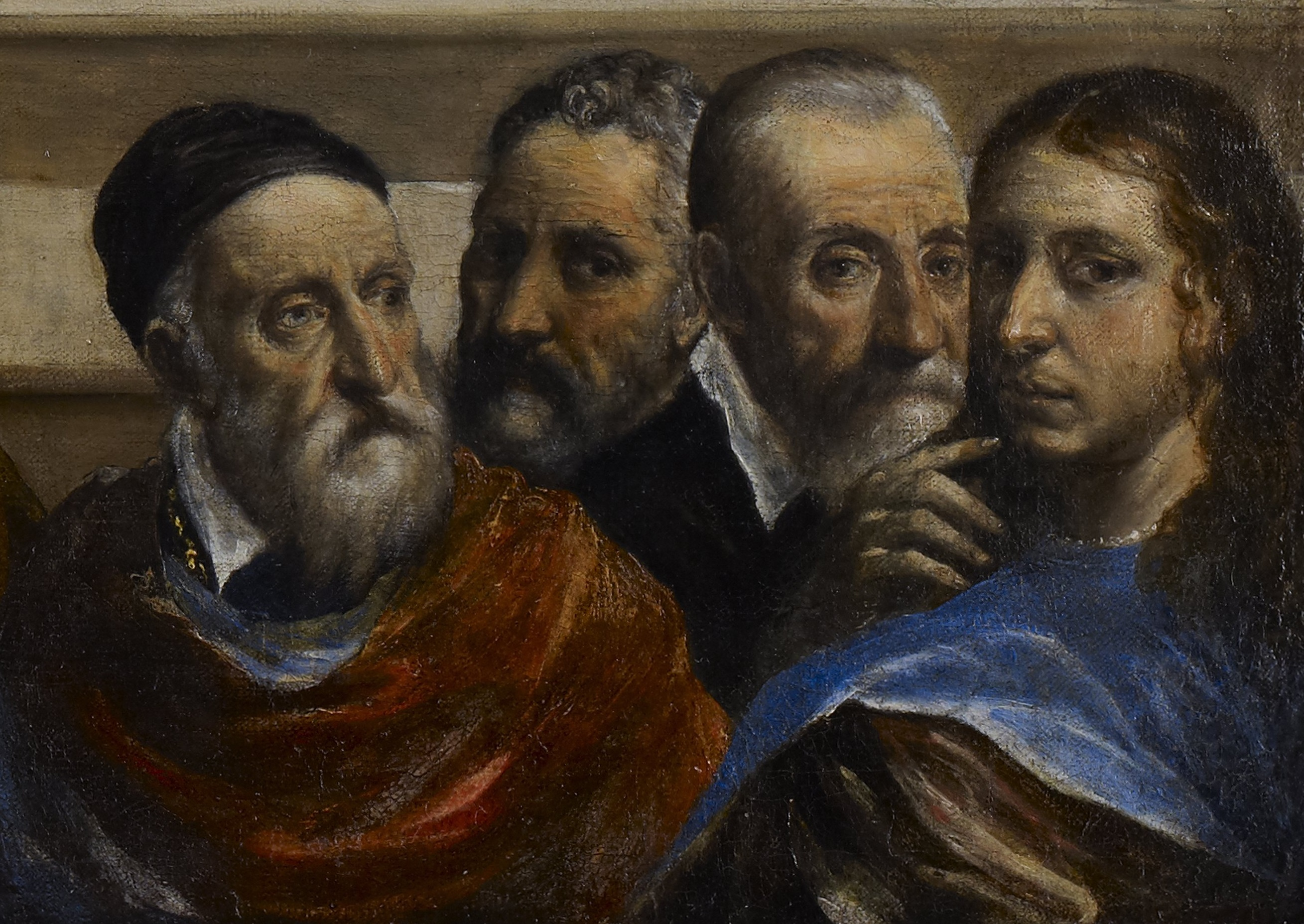
本作の右下部分。右から2人目はジュリオ・クローヴィオ

『神殿を浄めるキリスト』（しんでんをきよめるキリスト、西: La Purificacion del templo、英: The Purification of the Temple）、または『神殿から商人たちを追放するキリスト』（西: La expulsión de los mercaderes 、英: Christ Driving the Money Changers from the Temple）は、ギリシャ・クレタ島出身であるマニエリスム期のスペインの巨匠エル・グレコがキャンバス上に油彩で制作した『新約聖書』主題の作品である。エル・グレコは1570年11月までにヴェネツィアからローマに移住したが、本作はローマで1570-1575年頃に描かれたと考えられている。作品は米国ミネソタ州のミネアポリス美術館に所蔵されている。

## 主題
本作の主題である「神殿を浄めるキリスト」のエピソードは『新約聖書」中の「マタイによる福音書」、「マルコによる福音書」、「ヨハネによる福音書」に記述されている。「ヨハネによる福音書」(3章13-16) にはもっとも詳しく以下のように記述されている。「ユダヤ人の過越の祭が近づき、イエスはエルサレムにのぼられた。そして、宮の中に、牛や羊や鳩を売る者たちと両替人たちがすわっているのをご覧になり、細なわでむちを作って、羊も牛もみな、宮から追い出し、両替人の金を散らし、その台を倒し、また、鳩を売る者に言われた。『それをここから持って行け。わたしの家を商売の家としてはならない』」。エル・グレコはこの主題を少なくともイタリア時代に2点 (本作とワシントン・ナショナル・ギャラリー所蔵の作品)、そしてスペインに渡ってから4点 (ロンドン・ナショナル・ギャラリー、フリック・コレクション、サン・ヒネース聖堂 ≪マドリード≫、バレス=フィサ・コレクション所蔵) 描いている。

## 背景
エル・グレコが「神殿を浄めるキリスト」の主題に取り組むようになったのは、1570年にローマに移住した際に庇護を受けたアレッサンドロ・ファルネーゼ枢機卿の美術保護政策の理論的支柱をなしていたジョヴァンニ・アンドレア・ジリオの主張に共鳴したからではないかといわれている。画家たるものは、キリスト教の教義の神髄およびキリスト教の歴史の中でも鍵となる重要な出来事を明瞭かつ理論的に正確に、そして感動を呼びおこすのに効果的な方法で描くべきだと言うのがジリオの主張であった。「神殿を浄めるキリスト」の主題はまた、カトリック教会浄化の象徴として対抗宗教改革の時代にしばしば絵画に取れ入れられたものである。1614年にエル・グレコが死去した際の遺産目録には4点の『神殿を浄めるキリスト』が記されているが、これらが現存する作品と一致するかはともかくとして、この主題が画家にとって特別な意味を持っていたことを示している。

## 解説
本作にはバランスの取れた空間構成、モニュメンタルな建築モティーフ、群像のまとまり、確実さを増しつつある筆致などが見て取れる。西欧絵画技法の高い習熟度を示すこの作品は、間違いなくエル・グレコのローマ時代の制作であることを示している。画面右下には、別のキャンバスに描かれ、本作に貼りつけられた4人の人物像が見られる。右端の人物が誰であるかについてはラファエロ・サンティ、コレッジョ、エル・グレコ本人の自画像など諸説あるが、他の3人は左からエル・グレコがもっとも敬愛したヴェネツィア派の巨匠ティツィアーノ、彫刻家、素描家として高く評価したミケランジェロ、そして細密画家のジュリオ・クローヴィオである。クローヴィオはアレッサンドロ・ファルネーゼ枢機卿にエル・グレコを紹介し、画家がローマのファルネーゼ宮殿に寄寓できるよう仲介するなど、画家のローマでの生活を多方面から支えた人物であった。エル・グレコはローマで『ジュリオ・クローヴィオの肖像』(カポディモンテ美術館) を描いている。

## 同主題作

『神殿を浄めるキリスト』1568年頃、ナショナル・ギャラリー (ワシントン)
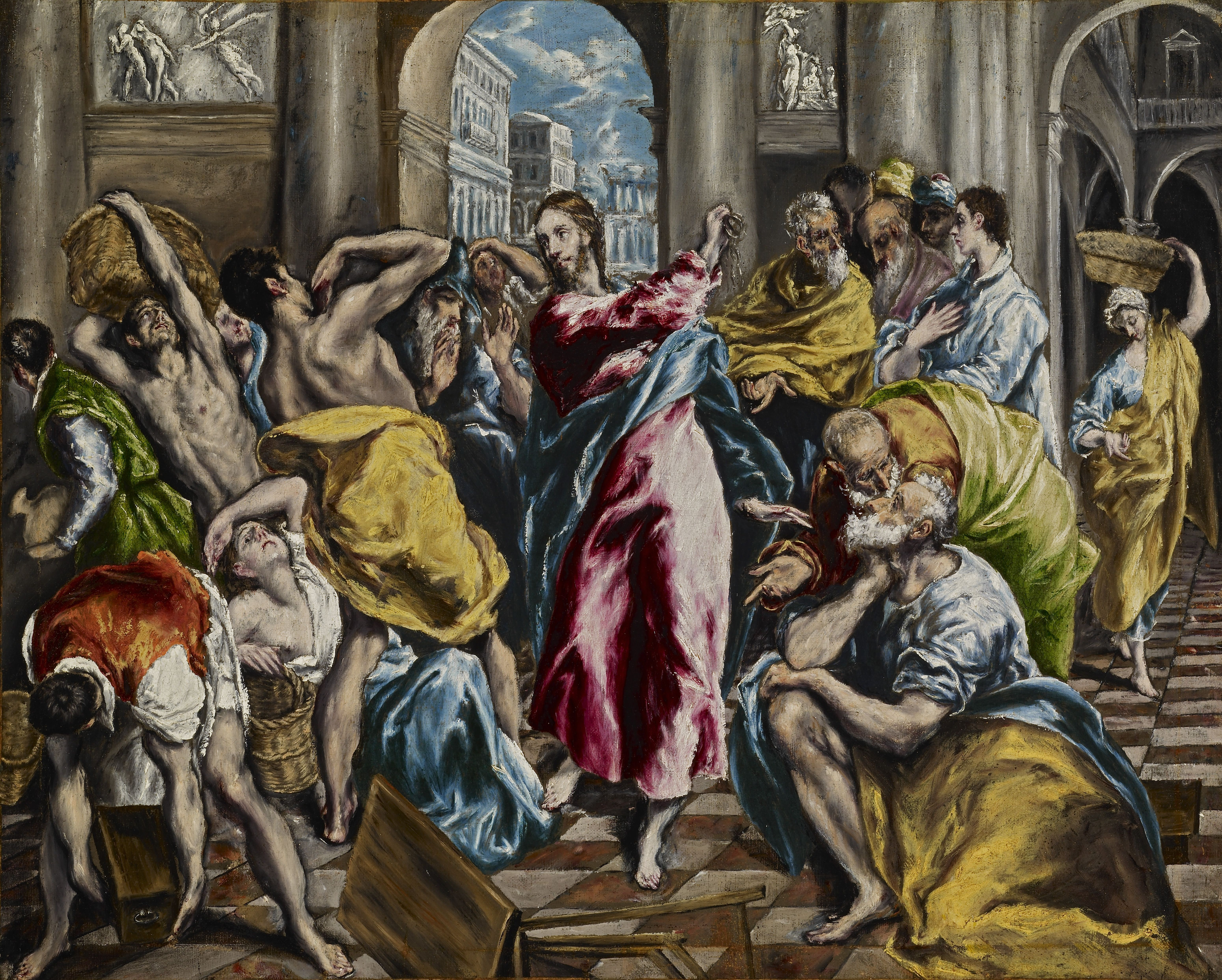
『神殿を浄めるキリスト』1595-1600年頃、フリック・コレクション (ニューヨーク)
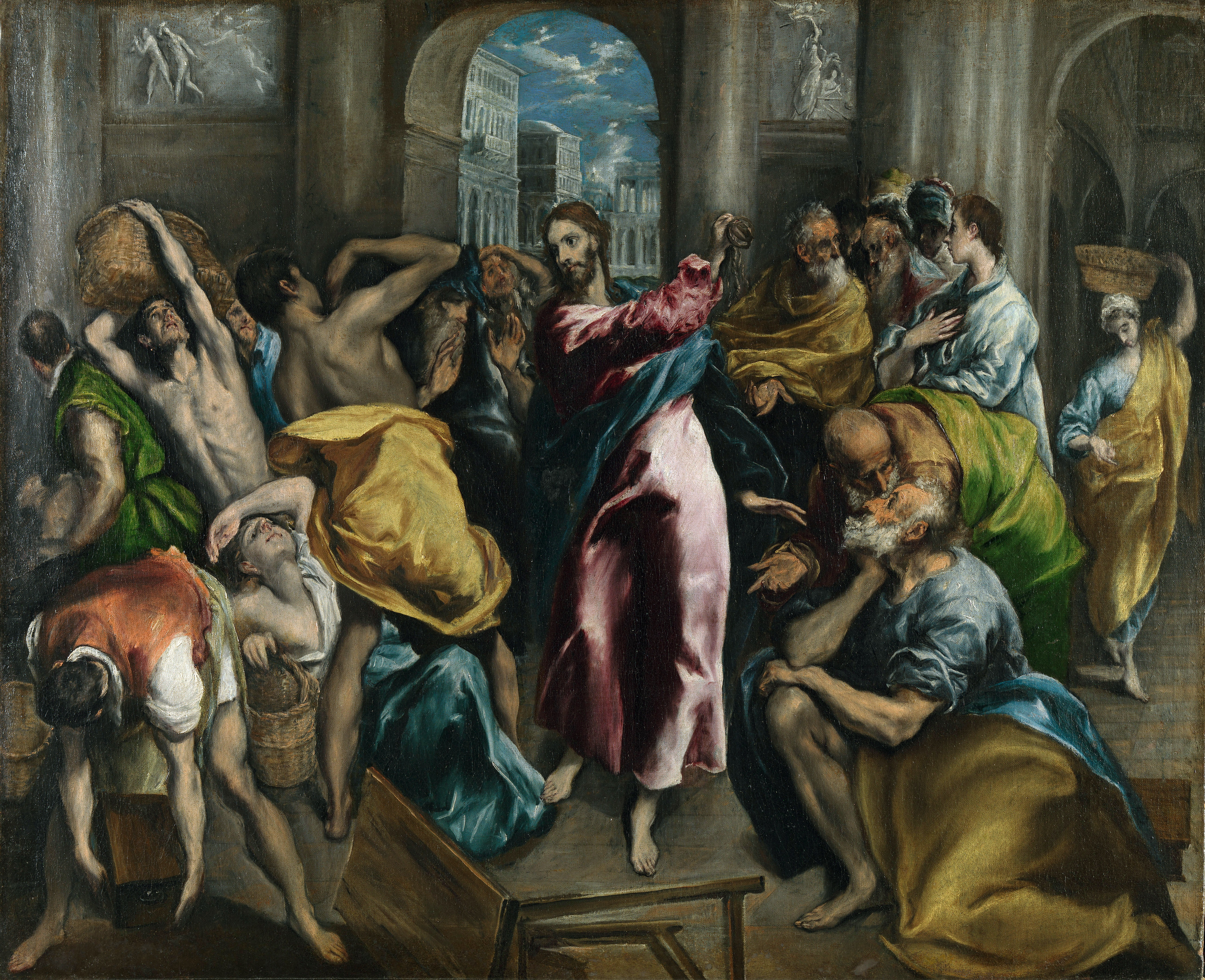
『神殿を浄めるキリスト』1600年頃、ナショナル・ギャラリー (ロンドン)
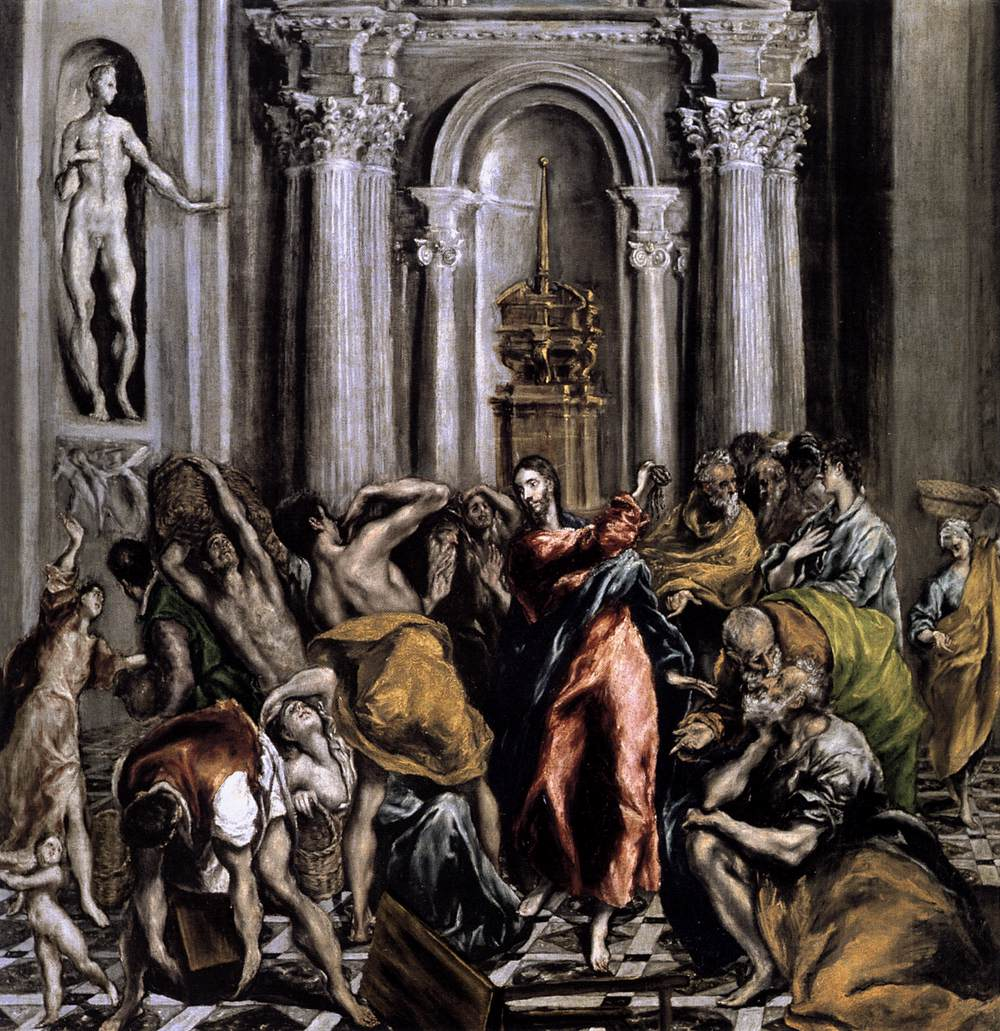
『神殿を浄めるキリスト』1610-1614年頃、サン・ヒネース聖堂（英語版） (マドリード)